# Enterographa anguinella
Enterographa anguinella är en lavart som först beskrevs av William Nylander och fick sitt nu gällande namn av Redinger. 
Enterographa anguinella ingår i släktet Enterographa och familjen Roccellaceae. Inga underarter finns listade i Catalogue of Life.